# Сабутов, Кадыр Янмурзаевич
Кадыр Янмурзаевич Сабутов (1 января 1936—2002) — советский и российский работник сельского хозяйства, старший чабан госплемовцезавода «Червлёные Буруны» Ногайского района Дагестанской АССР. Герой Социалистического Труда (08.04.1971).

## Биография
Родился 1 января 1936 года в Караногайском районе Дагестанской АССР. Отец, кавалер двух орденов Ленина Янмурза Сабутов. Ногаец.
Трудовую деятельность начал после окончания средней школы в 17-летнем возрасте подпаском. Затем работал чабаном, старшим чабаном Госплемзавода «Червленные буруны». Более 40 лет в своей жизни Сабутов К. Я. посвятил чабанскому делу. Он являлся одним из автором и созидателей нового заводского подтипа овец грозненской породы «Ногайский».
В 1971 году бригада Кадыра Сабутова вырастила в среднем по 134 ягнёнка на 100 овцематок и настригла с каждой овцы в среднем по 9,3 килограмма шерсти. В этом же году был удостоен звания Героя Социалистического Труда «за выдающиеся успехи, достигнутые в развитии сельскохозяйственного производства и выполнении пятилетнего плана продажи государству продуктов земледелия и животноводства».
Досрочно выполнил производственные планы 9-й пятилетки (1971—1975), за что был награждён вторым Орденом Ленина.
В 1979 году избран депутатом Верховного Совета СССР 10 созыва.